# Esforço emocional
Todos os trabalhadores despendem esforço físico e mental quando colocam o corpo e a mente na realização de suas tarefas. Mas muitos trabalhos requerem esforço emocional. Isso acontece quando um funcionário expressa emoções desejáveis pela organização durante transações interpessoais.Esforço emocional no trabalho é entendido como a arte de tentar mudar o grau ou qualidade de uma emoção ou sentimento
O conceito esforço emocional foi inicialmente desenvolvido com relação ao trabalho no setor de serviços.Espera-se, por exemplo, que comissários de bordo sejam alegres, atendentes de funerária sejam tristes e médicos sejam emocionalmente neutros.Mas esse conceito parece ter relevância em quase todos os setores.Os gestores esperam que seus subordinados sejam atenciosos, e não hostis, em suas interações com os colegas.
Arlie Russell Hochschild analisou experiências emocionais dos comissários de bordo e a forma que controlam sentimentos e expressões emocionais para cumprirem com as exigências do seu trabalho. Foi a partir da análise deste tipo de trabalhos, que exigem constantemente um esforço por parte dos trabalhadores para expressar emoções, que a autora designou o termo de trabalho emocional. Para Hochschild, o trabalho emocional envolve uma gestão de emoções coerentes com as regras da organização, independentemente de diferirem ou não dos sentimentos internos do indivíduo.
Segundo Hochschild (1983) o trabalho emocional é guiado por “regras de sentimentos” derivadas de convenções sociais, de reações dos outros ou a partir do próprio indivíduo, afirmando que a nossa vida é socialmente controlada. No contexto da enfermagem, quando os enfermeiros não se sentem como pensam que deveriam sentir-se em situações particulares, envolvem-se no trabalho emocional para gerir, controlar e alterar o seu estado emocional de forma a corresponder ao que acreditam ser apropriado para a situação específica. Este tipo de trabalho envolve que exista uma
correspondência entre as emoções experienciadas e os comportamentos demonstrados de forma a garantir a autenticidade dos comportamentos.
Genericamente, esta situação pode ter lugar por exemplo,quando um trabalhador finge um sorriso numa situação de conflito com um cliente, acabando por ligar esta dimensão à dissonância emocional e a consequências como stress e burnout (Brotheridge e Grandey, 2002).
Estudos referem que o trabalho emocional é um processo psicológico necessário para regulamentar organizacionalmente as necessidades emocionais como parte do trabalho de cada um, uma vez que as emoções como parte integrante do trabalho implicam que se exiba as emoções mais apropriadas para a organização mesmo em situações desagradáveis.
Autores como Morris e Feldman (1996) definem trabalho emocional como o esforço,planejamento e controle necessários para expressar emoções organizacionalmente desejadas durante os relacionamentos interpessoais.
O verdadeiro desafio ocorre quando os funcionários precisam projetar uma emoção enquanto sentem outra. Essa disparidade cria uma dissonância emocional, o que pode causar consequências indesejáveis. Os sentimentos reprimidos de frustração, raiva e ressentimento podem levar à exaustão emocional e à fadiga.
De acordo com Kruml e Geddes (2000) quando um trabalhador tenta alterar o seu comportamento e aparência exterior de forma a exibir as emoções exigidas diz-se que se trata de uma “atuação superficial”, que diz respeito à simulação de emoções não sentidas por parte do “ator”. É realizada através da apresentação cuidadosa de sinais verbais e não verbais como a expressão facial, tom de voz ou gestos, sem que tente com isso alterar os seus verdadeiros sentimentos interiores.

## Emoções sentidas versus emoções demonstradas
As emoções sentidas são as verdadeiras emoções de uma pessoa e as emoções demonstradas são emoções requeridas pela organização e consideradas apropriadas para um determinado cargo, elas não são inatas, são aprendidas. Os executivos eficazes aprendem a parecer sérios quando dão a um funcionário uma avaliação de desempenho negativa e a disfarçar sua raiva quando são passados para trás em uma oportunidade de promoção.E os vendedores que não aprenderem a estar sempre sorridentes e simpáticos, independentemente do seu estado de espirito , não terão vida muito longa nesse tipo de trabalho.
Normalmente, as emoções sentidas são diferentes daquelas que são demonstradas. Isto se deve ao fato de que geralmente as organizações exigem que seus funcionários demonstrem comportamentos emocionais que mascaram seus verdadeiros sentimentos. Além disso, hoje em dia os empregos, cada vez mais, requerem que os funcionário interajam com os clientes, os quais nem sempre são pessoas fáceis com as quais lidar.Os clientes muitas vezes reclamam, são grosseiros e fazem solicitações impossíveis de se atender.Nessas circunstâncias, as emoções de um funcionário precisam ser identificadas.Os funcionários que não são capazes de projetar uma imagem amigável e cooperativa nessas situações provavelmente afastarão os clientes e dificilmente serão eficazes em seu trabalho.
No que diz respeito à expressão das emoções desejadas organizacionalmente, estas não são um fim em si mesmo. As emoções são demonstradas para ter influência nos clientes. A expressão de emoções é uma maneira possível de influenciar os sentimentos dos clientes. Para se estar apto a influenciar as emoções destes, a percepção exata é um pré-requisito importante. Nas interações sociais, a informação que provém da demonstração de emoções do parceiro é usada para guiar a sua própria resposta. Assim, as normas de sensibilidade emocional tal como a necessidade de ser sensível e de considerar as emoções dos clientes são outro aspecto essencial deste conceito. As exigências relativas às normas de sensibilidade emocional são baixas se não houver, ou se houver,
pequenas interações com os clientes e o trabalhador puder demonstrar organizacionalmente os seus desejos emocionais independentemente dos sentimentos dos clientes. Caso o conhecimento
das emoções dos clientes seja um pré-requisito para a sua própria reação emocional, as exigências relativas às normas de sensibilidade emocional passam a ser altas (Zapf et al., 1999)

## Dimensões emocionais
Brotheridge e Grandey (2002) destacam como dimensões do trabalho emocional  o nível de exigência emocional associado a uma função considerando características como a frequência, a intensidade, a variedade e a duração das expressões emocionais, que surgem relacionados a fenômenos como o stress e burnout e as normas e padrões de comportamento organizacionais que indicam quais as emoções apropriadas numa dada situação e a forma como estas emoções devem ser publicamente expressas/exibidas ou mostradas.

### Variedade
Existe inúmeros tipos de emoções entre elas incluem-se a raiva, o desprezo, o entusiasmo, a inveja, o medo, a frustração, o desapontamento, o constrangimento, o desgosto, a felicidade, o ódio, a alegria, o amor, a supresa, a tristeza. Uma forma de classificar a emoção é definir se ela é positiva ou negativa. As emoções positivas, como a felicidade e a esperança, expressam uma avalização favorável de sentimento. Aquelas negativas, como raiva e ódio, expressam o oposto. Devemos lembrar que as emoções não podem ser neutras. As emoções negativas, parecem ter uma influência mais acentuada sobre as pessoas. As pessoas se lembram mais rapidamente das experiências negativas do que as positivas.
Numerosos esforços de pesquisa foram realizados com o objetivo de limitar e definir um conjunto fundamental ou básico de emoções. A pesquisa identifica seis emoções universais: raiva, medo,tristeza,felicidade,desagrado e surpresa.

### Intensidade
As pessoas dão respostas diferentes a estímulos emocionais idênticos, elas diferem quanto a capacidade de expressar intensidade. Algumas vezes, isso pode ser atribuído à personalidade do indivíduo. Outras vezes. é uma exigência do trabalho.
Sabemos que nem todos reagimos da mesma forma perante uma mesma situação. E como exemplo, podemos pensar numa situação de perigo. A reação perante uma situação de perigo, a forma como se presta ou não atenção a todos os detalhes, está relacionada com o modo como cada um de nós sente as suas próprias reações emocionais. Aqueles que pouco se focam nos detalhes experienciam as suas reações com menor intensidade, por isso a sua resposta emocional tende a diminuir, a dissolver-se. Por outro lado, aqueles que estão atentos a todos os tipos de detalhes tendem a apresentar respostas emocionais mais intensas; e, por isso, sentem-se perante um perigo ainda maior.
No entanto, o excesso ou a falta de sensibilidade emocional tem os seus prós e os seus contras. Para quem sente as emoções com mais intensidade, obviamente, que a vida é mais rica. Contudo, muitas destas pessoas não conhecem a calma, pois vivem num constante transbordar emocional.
Por seu lado, as pessoas que têm uma baixa sensibilidade emocional costumam ter uma vida mais serena, mas também mais plana. Ao mesmo tempo que as emoções negativas são dolorosas e às vezes difíceis de suportar, há emoções como o amor e a felicidade que são agradáveis e gratificantes. Para as pessoas com dificuldade no contacto com a sensibilidade emocional a vida é extremamente calma, sem altos e baixos. Neste extremo, é realmente difícil que estas pessoas fiquem alteradas.

### Frequência e duração
O esforço emocional que exige muita frequência ou longa duração é mais demandante e requer um sacrifício maior dos funcionários.Assim, o sucesso de um indivíduo em atender às demandas emocionais de seu trabalho depende não apenas de quais emoções ele precisa demonstrar, e de sua intensidade, mas também da frequência e duração dessas demonstrações.
Seguindo os pressupostos de que a frequência e a duração das necessidades do trabalho emocional não têm impacto direto no bem estar do trabalhador, mas sim através da dissonância emocional, Zapf et al. (1999) propõem que os requisitos para a expressão de emoções positivas, emoções negativas, e normas de sensibilidade emocional não são necessariamente estressantes, podendo vir a tornar-se através da dissonância emocional.
Para muitos autores, a dissonância emocional é conceitualizada como sendo uma exigência externa e, mais especificamente, um problema de regulação emocional, que ocorre quando é exigido aos trabalhadores para expressarem emoções que não correspondem realmente às emoções que estão a sentir naquele momento. Nestes casos, os trabalhadores podem não sentir nenhuma emoção quando uma certa expressão emocional é exigida, ou pode ser exigido a supressão de emoções indesejáveis e a expressão de neutralidade ou emoções positivas, em vez de emoções negativas. Desta forma procura-se perceber com este trabalho, se existe uma relação entre alguns dos requisitos do Trabalho Emocional e a Dissonância Emocional e se existem diferenças entre diferentes setores de atividade.
Enquanto em algumas profissões a necessidade para exprimir emoções negativas é realmente muito pouco frequente, em outras profissões é precisamente ao contrário. A exigência para ser sensível e considerar as emoções dos outros é um outro aspecto do trabalho emocional. Estas exigências são baixas quando as interações são pouco frequentes ou quando os trabalhadores podem expressar emoções organizacionalmente desejáveis independentemente das emoções dos outros. Em certas profissões, contudo, o conhecimento das emoções dos outros pode ser fundamental.
Praticamente em todas as interações sociais, as pessoas tendem a desempenhar determinados papéis e criar certas impressões. Para isso, os indivíduos necessitam de expressar emoções normativamente apropriadas seguindo certas regras de expressão. Assim, o trabalho emocional, como fazendo parte do trabalho implica a expressão emoções organizacionalmente desejáveis, mesmo nas situações desagradáveis.
A expressão de requisitos emocionais específicos pode envolver acentuar, atenuar, fingir, suprimir emoções de forma a modificar a sua expressão, no sentido de a tornar consonante com as regras de expressão emocional estabelecidas para a organização, levando desta forma à Dissonância Emocional.